# Herbert Kerrigan
Herbert Kerrigan (Herbert William „Bert“ Kerrigan; * 24. Januar 1879 in Portland, Oregon; † 10. September 1959 in San Francisco, Kalifornien) war ein US-amerikanischer Hochspringer.
1905 wurde er US-Meister mit 1,85 m. Bei den Olympischen Zwischenspielen 1906 konnte er wegen einer auf der Schiffsreise erlittenen Verletzung sein Leistungsvermögen nicht ausschöpfen. Er teilte sich mit übersprungenen 1,725 m die Bronzemedaille mit Themistoklis Diakidis, hinter Con Leahy (1,775 m) und Lajos Gönczy (1,75 m). Im Standhochsprung und im Stabhochsprung wurde Kerrigan in Athen jeweils Zehnter.